# دوغ باركر
دوغ باركر هو مخرج رسوم متحركة ومخرج وممثل كندي، ولد في 17 ديسمبر 1957.

## ترشيحات
- Daytime Emmy Award for Outstanding Children's Animated Program [الإنجليزية]‏ (2005)
- Daytime Emmy Award for Outstanding Children's Animated Program [الإنجليزية]‏ (2006)
- Daytime Emmy Award for Outstanding Children's Animated Program [الإنجليزية]‏ (2007)

## وصلات خارجية
- دوغ باركر على موقع IMDb (الإنجليزية)
- دوغ باركر على موقع قاعدة بيانات الفيلم (الإنجليزية)